# Винтовка Манлихера-Шёнауэра
Mannlicher-Schönauer (иногда англизированное как Mannlicher Schoenauer, эллинизированное как Τυφέκιον/Όπλον Μάνλιχερ, Óplon/Tyfékion Mannlicher) — винтовка с роторным магазином и продольно-скользящим затвором, производившаяся компанией Steyr Mannlicher для греческой армии в 1903 году и позже использовавшаяся в небольшом количестве Австро-Венгерской армией в годы Первой мировой войны. После окончания войны винтовку продавали для гражданского использования.

## Конструкция

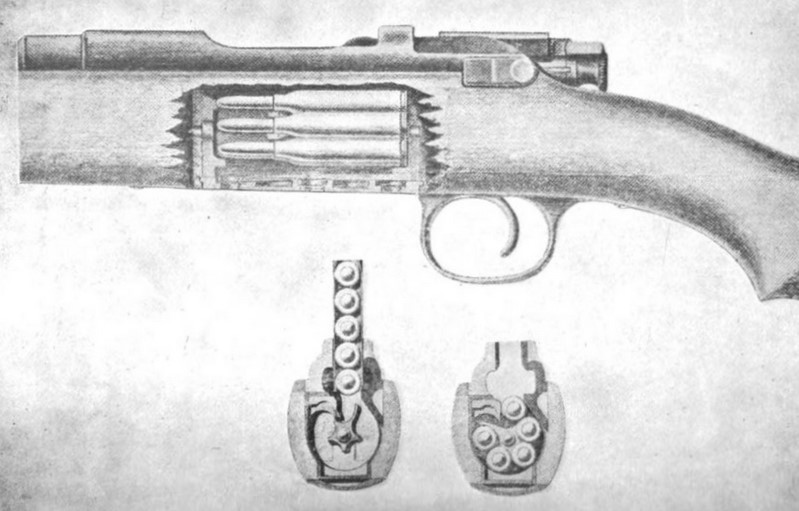
Эскиз, демонстрирующий магазинную систему Манлихера-Шёнауэра.

Затвор винтовки был разработан Фердинандом Маннлихером, а роторный магазин - его протеже Отто Шёнауэром из Österreichische Waffenfabriksgesellschaft (позже ставшей Steyr Mannlicher). Последний впервые запатентовал роторный магазин в 1886 году, а вторая версия магазина, показанная на эскизе, была запатентована в 1900 году совместно с Манлихером. В то время как в более известном Mannlicher M1895 использовался менее распространённый скользящий затвор прямого действия, у Mannlicher-Schönauer был обычный продольно-скользящий затвор, заимствованный у Gewehr 88 (и напоминающий другие типичные винтовки с продольно-скользящим затвором того времени). Mannlicher-Schönauer можно узнать по разрезу в задней части ствольной коробки, который позволяет проходить рукоятке затвора и в закрытом состоянии служит выступом для аварийного запирания на случай выхода из строя основных запирающих выступов. Особенностью, которая отличает эту конструкцию от более ранних моделей, является роторный магазин Шёнауэра.
Оригинальная винтовка, представленная на Всемирной выставке как Модель 1900, могла выполнять роль либо служебной, либо спортивной винтовки в зависимости от рынка. В то время как небольшие спортивные магазины, такие как William Evans из Лондона, закупали затворы для своих винтовок, только греческая армия проявила интерес к данной винтовке для военного использования. Греческая армия запросила две основные версии: полноразмерную винтовку длиной 1230 мм для общевойскового использования и карабин длиной 950 мм для использования кавалерией и непехотными войсками. Оба варианта называются моделью 1903 года. Вес – около 3,75 кг, ёмкость магазина – пять патронов, питание осуществляется съёмными обоймами или по одному патрону. Патрон 6,5×54 мм имеет черты охотничьего патрона, хотя использует пулю с закруглённым наконечником, но баллистически эффективен, что повышает точность на средних дистанциях. Винтовка была изготовлена по высоким стандартам и с жёсткими допусками, что увеличивало затраты, но повышало надёжность и долговечность. Модель 1903 года использовал прицельные приспособления, аналогичные прицельным приспособлениям Mannlicher M1895, с градуировкой до 2000 м.

## История службы
Военная версия виетовки Mannlicher-Schönauer не имела особого коммерческого успеха, так как не получила большого количества экспортных контрактов. Необычная конструкция, высокая стоимость и тот факт, что ни одна крупная держава не приняла её на вооружение, способствовали отсутствию продаж. Другие иностранные клиенты отдавали предпочтение винтовки Mannlicher M1895 или более простым винтовкам с поворотным затвором, таким как M1893 или голландской M1895. Однако Mannlicher-Schönauer M1903 действительно соответствовала требованиям греческой армии, и первый крупный контракт был подписан правительством Греции в 1903 году. Этот контракт был частью крупного плана модернизации, поскольку до этого греки использовали однозарядные винтовки Гра на дымном порохе, произведённые на заводе Steyr, что может объяснить, как Манлихер выиграл заказ.
Винтовка Манлихера-Шёнауэра была основным стрелковым оружием греческих вооружённых сил в первой половине 20-го века. Греция почти постоянно находилась в состоянии войны с 1904—1922 по 1940—1948 годы. Судя по всему, греки заключили четыре основных контракта. Оригинальный Y1903 производства Steyr («Y» означает модель по-гречески) начал поставляться в 1906-07 годах в общей сложности около 130 000 винтовок и карабинов. Это было основное оружие во время победоносных Балканских войн 1912—1913 годов. Вторая партия из 50 000 винтовок была заказана у компании Steyr в 1914 году, модель Y1903/14 имела незначительные улучшения, в первую очередь добавление полноценного цевья. Эти винтовки впервые были применены в Первой мировой войне. Когда началась война, Австро-Венгрия прекратила поставки винтовок, поскольку Греция предпочла сохранять нейтралитет в течение первых трех лет. На тот момент в Греции было от 166 000 до 190.069 винтовок и карабинов Манлихера-Шёнауэра.
После Второй греко-турецкой войны (1919-22) греки остро нуждались в большем количестве оружия и пытались получить винтовки Манлихера-Шёнауэра из всех возможных источников, чтобы восполнить военные потери (почти 50 % винтовок были захвачены турками, оставив немного от 104 000 до 108 000 винтовок M1903 и M1903/14). Начиная с 1927 года Греция получила около 105 000 винтовок производства итальянской компании Breda с маркировкой Y1903/14/27. Итальянский завод мог использовать трофейные австрийские детали и оборудование или, что более вероятно, просто выступать посредником от имени завода Steyr из-за договорных ограничений с австрийским производителем оружия. Данные винтовки широко использовались греками против итальянцев и немцев во Второй мировой войне, и многие из них перешли к бойцам сопротивления, а затем к участникам последовавшей гражданской войны в Греции. Последний официальный контракт был в подписан 1930 году, когда греки получили ещё 25 000 карабинов Y1903/14/30, на этот раз непосредственно с завода Steyr.
Португальские военные также отдавали предпочтение винтовкам Манлихера-Шёнауэра, но они были сочтены слишком дорогими, и вместо неё была принята на вооружение винтовка Mauser-Vergueiro местной разработки, в котором затвор Mannlicher-Schönauer сочетался с двухрядным коробчатым фиксированным магазином, скопированным с Mauser 98. Другие страны также ограниченно использовали их. С началом Первой мировой войны значительное число — 6,5-мм винтовка Манлихера-Шёнауэра, изготовленные для Греции по контракту 1914 года, были конфискованы и в связи с острой необходимостью использовались австро-венгерской армией. После распада Австро-Венгерской империи они были переданы в качестве военных репараций первоначальному предполагаемому получателю и использовались резервными частями.

## Спортивное применение
Гражданская версия винтовки, представленная в 1903 году, пользовалась высоким спросом у охотников. В Великобритании патрон 6,5 × 54 впал в немилость у охотников на оленей после принятия Закона об оленях 1963 года, поскольку дульная энергия пули не достигла минимально необходимого по закону значения.
Наиболее значительной модификацией винтовки, представленной в 1925 году, было удлинение затвора для приспособления к патронам, требующим стандартных и забойных патронов, таких как .30-06 Springfield и .270 Winchester, .257 Weatherby Magnum, .264 Winchester Magnum, .338 Winchester Magnum и . 458 Winchester Magnum для рынка США, а также 6,5×68 мм, 8×68 мм S и другие для мирового рынка. Винтовка продолжала производиться в различных вариантах до 1972 года. Производство было прервано во время Второй мировой войны, но возобновилось в 1950 году с модели MS-1950, которая производилась с полным и половинным прикладом и использовала популярные патроны, такие как .270 Winchester и .30-06 Springfield. В 1952 году рукоятка затвора была отведена назад, чтобы облегчить стрельбу с плеча, а к 1963 году к прикладу была добавлена щека в стиле Монте-Карло, чтобы облегчить использование оптических прицелов. Были доступны как одинарные, так и двойные спусковые крючки.
В первые годы 20-го века практически одна и та же винтовка предлагалась в других, более крупных калибрах Маннлихера-Шенауэра, включая модель 1908 года под патрон 8 × 56 мм, модель 1905 года под патрон 9 × 56 мм и модель 1910 под патрон 9,5 × 57 мм, но ни один из них не пользовался такой популярностью как модель 1903 под патрон 6,5 мм.
Американский писатель Эрнест Хемингуэй часто использовал эту винтовку и упоминает её в некоторых своих произведениях, в первую очередь в «Короткой счастливой жизни Фрэнсиса Макомбера». Уолтер «Карамоджо» Белл, выдающийся охотник на слонов (слоновую кость) в Африке в начале 20-го века, также со значительным успехом использовал винтовку под оригинальный патрон 6,5 × 54. Способность миниатюрного патрона 6,5×54 поражать самых крупных и опасных представителей крупных видов дичи, таких как африканский слон и африканский буйвол, была обусловлена главным образом высокой плотностью сечения 6,5-мм патронов, используемых в винтовке. Потому что первоначальные заводские патроны для снарядов 6,5×54 были длинными и тяжелыми (10 г) относительно своего диаметра они оказались способны (в твердой форме) очень глубоко проникать через мышцы и кости. Это, в сочетании с относительно низкой отдачей, способствовало точному попаданию выстрела в жизненно важные органы, такие как сердце или мозг.
Steyr-Mannlicher в настоящее время производит винтовку, известную как «Classic Mannlicher», которую позиционирует как «прямого потомка всемирно известных моделей Манлихера-Шёнауэра». Винтовка доступна в нескольких калибрах. Ограниченная серия под названием «150-летний юбилей Ritter Von Mannlicher» была выпущена в 1998 году под оригинальный патрон 6,5 × 54 мм. Хотя современные «классические» винтовки Steyr-Mannlicher все ещё имеют некоторые оригинальные особенности, характерные затвор и роторный магазин больше не используются.

Высокие производственные затраты и сложность установки оптических прицелов на разъёмную ствольную коробку винтовки в конечном итоге привели к решению о прекращении производства в 1972 году. Были произведены следующие модели: 1900, 1903, 1905, 1908, 1910, 1924, высокоскоростная спортивная винтовка, 1950, 1952, 1956, Монте-Карло, универсальная Монте-Карло, 1961, Магнум. Из-за своей популярности винтовка по-прежнему производится независимыми оружейниками в Австрии, и для неё всё ещё доступны запасные части.

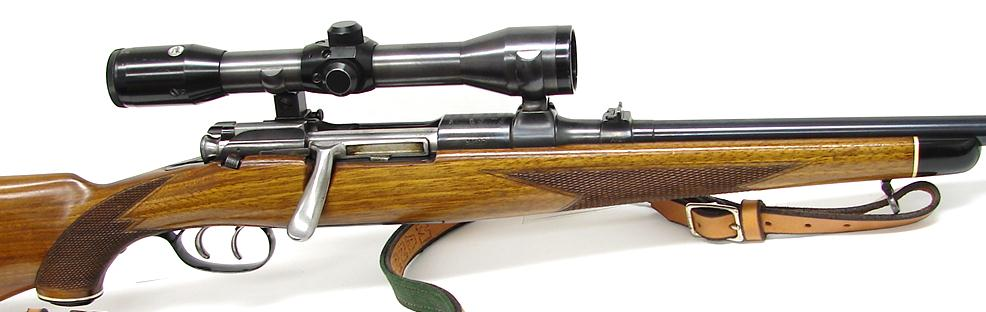
Охотничья винтовка под патрон 7 х 64 мм
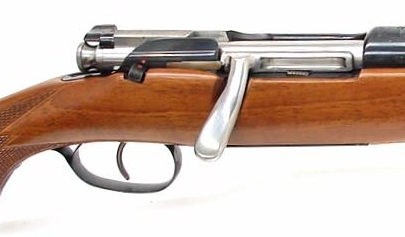
Затвор и спусковой крючок крупным планом

## На вооружении

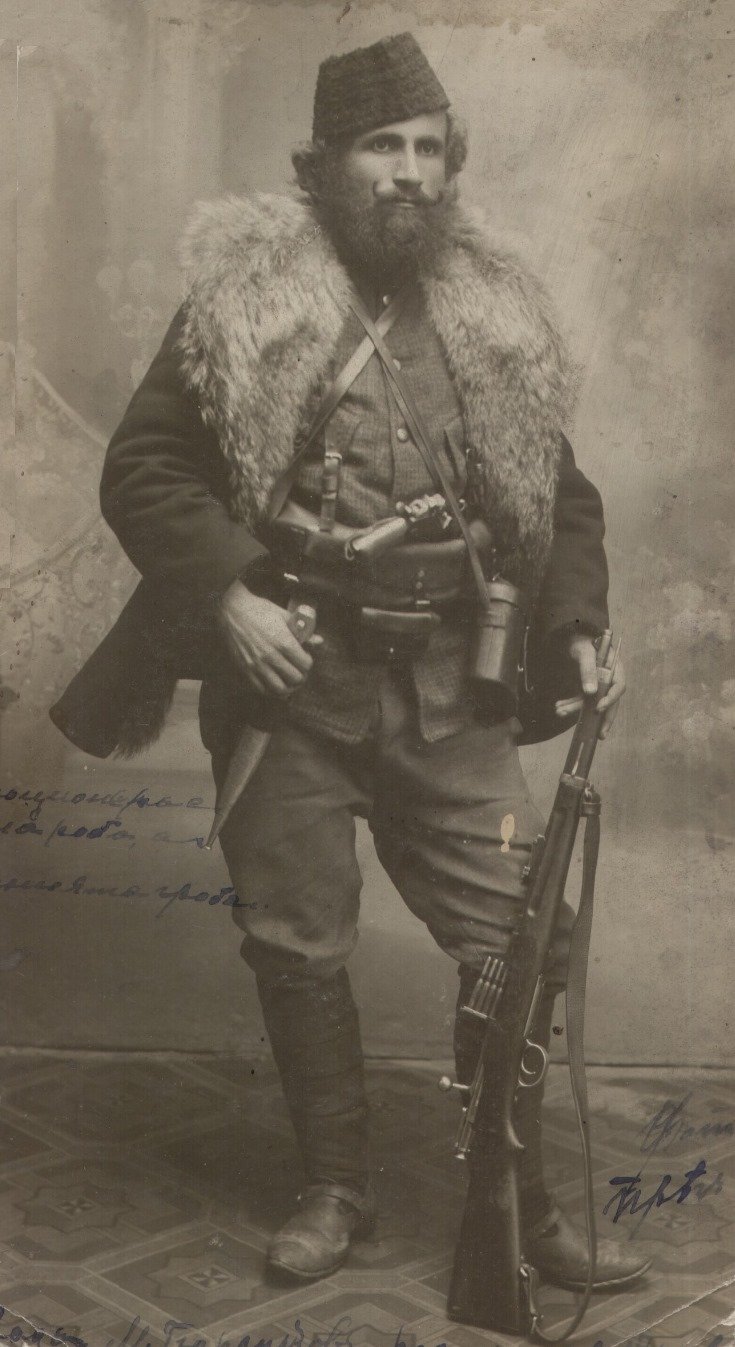
Воевода ВМРО Милан Гюрлюков вооружённый карабином Маннлихера-Шёнауэра.

- Греция[3]
- Австро-Венгрия
- Албания
- Китайская Республика (1912-1949)[5]